# AFC Ajax in het seizoen 2013/14 (vrouwen)
Het seizoen 2013/2014 is het 2e jaar in het bestaan van de Amsterdamse vrouwenvoetbalclub AFC Ajax. De club kwam uit in de Women's BeNe League en heeft deelgenomen aan het toernooi om de KNVB beker.

## Wedstrijdstatistieken

### Women's BeNe League
|       | ADO Den Haag | RSC Anderlecht | Antwerp FC | Club Brugge | AA Gent | sc Heerenveen | Lierse SK | OH Leuven | PEC Zwolle | PSV/FC Eindhoven | Standard Luik | Telstar | FC Twente |
| ----- | ------------ | -------------- | ---------- | ----------- | ------- | ------------- | --------- | --------- | ---------- | ---------------- | ------------- | ------- | --------- |
| Thuis | 2 – 1        | 5 – 1          | 2 – 1      | 7 – 1       | 4 – 0   | 3 – 1         | 1 – 0     | 1 – 1     | 7 – 0      | 2 – 0            | 0 – 1         | 1 – 1   | 0 – 1     |
| Uit   | 3 – 3        | 1 – 4          | 1 – 3      | 0 – 0       | 1 – 5   | 2 – 2         | 0 – 2     | 1 – 4     | 2 – 2      | 1 – 0            | 2 – 1         | 0 – 3   | 0 – 4     |

### KNVB beker
| Achtste finale                             | Vv ATC '65                              | 0 – 5 (0 – ?) | AFC Ajax                 |  |
| Plaats: Hengelo Sportpark Slangenbeek      |                                         |               | Onbekend                 |  |
| Kwartfinale                                | Heerenveen TT                           | 0 – 2 (0 – ?) | AFC Ajax                 |  |
| Plaats: Heerenveen Sportpark Skoatterwâld  |                                         |               | Onbekend                 |  |
| Halve finale                               | FC Twente                               | 0 – 2 (0 – ?) | AFC Ajax                 |  |
| Plaats: Hengelo FC Twente-trainingscentrum |                                         |               | Onbekend                 |  |
| Finale                                     | AFC Ajax                                | 2 – 1 (1 – 0) | PSV/FC Eindhoven         |  |
| Plaats: Amsterdam Sportpark Goed Genoeg    | 45' Mandy Versteegt 63' Mandy Versteegt |               | 53' Daniëlle van de Donk |  |

## Statistieken AFC Ajax 2013/2014

### Eindstand AFC Ajax Vrouwen in de Women's BeNe League 2013 / 2014
| Stand | Gespeeld | Gewonnen | Gelijk | Verloren | Punten | Doelpunten voor | Doelpunten tegen | Gele kaarten | Rode kaarten |
| ----- | -------- | -------- | ------ | -------- | ------ | --------------- | ---------------- | ------------ | ------------ |
| 3e    | 26       | 16       | 6      | 4        | 54     | 68              | 23               | 13           | 0            |

### Topscorers
| #                    | Naam                         | Goal |
| -------------------- | ---------------------------- | ---- |
| 1.                   | Desiree van Lunteren         | 13   |
| 2.                   | Eshly Bakker                 | 11   |
| 3.                   | Claudia van den Heiligenberg | 9    |
| 4.                   | Tessel Middag                | 8    |
| 4.                   | Mandy Versteegt              | 8    |
| 5.                   | Chantal de Ridder            | 7    |
| 6.                   | Babiche Roof                 | 4    |
| 7.                   | Marjolein van den Bighelaar  | 3    |
| 8.                   | Anouk Hoogendijk             | 1    |
| 8.                   | Whitney Sharpe               | 1    |
| 8.                   | Kelly Zeeman                 | 1    |
| Onbekende doelpunten |                              |      |
| –                    | Onbekend                     | 2    |
| Totaal               | Totaal                       | 68   |

| #      | Naam                           | Goal |
| ------ | ------------------------------ | ---- |
| 1.     | Mandy Versteegt                | 2    |
| –      | Onbekend (Tegen ATC '65)       | 5    |
| –      | Onbekend (Tegen Heerenveen TT) | 2    |
| –      | Onbekend (Tegen FC Twente)     | 2    |
| Totaal | Totaal                         | 11   |

### Kaarten
| #      | Naam              |    |
| ------ | ----------------- | -- |
| 1.     | Petra Hogewoning  | 4  |
| 2.     | Linda Bakker      | 1  |
| 2.     | Liza van der Most | 1  |
| 2.     | Inessa Kaagman    | 1  |
| 2.     | Daphne Koster     | 1  |
| 2.     | Babiche Roof      | 1  |
| 2.     | Whitney Sharpe    | 1  |
| 2.     | Marieke Ubachs    | 1  |
| 2.     | Mandy Versteegt   | 1  |
| 2.     | Kelly Zeeman      | 1  |
| Totaal | Totaal            | 13 |

| #      | Naam        |   |
| ------ | ----------- | - |
| –      | Geen speler | 0 |
| Totaal | Totaal      | 0 |

| #      | Naam        |   |
| ------ | ----------- | - |
| –      | Geen speler | 0 |
| Totaal | Totaal      | 0 |

## Voetnoten
ADO Den Haag · 
 Ajax · 
 Anderlecht · 
 Antwerp FC · 
 Club Brugge · 
 AA Gent · 
 sc Heerenveen · 
 Lierse SK · 
 OH Leuven · 
 PEC Zwolle · 
 PSV/FC Eindhoven · 
 SC Telstar VVNH · 
 Sint-Truidense VV · 
 Standard · 
 FC Twente